# Riccardo Patrese
Riccardo Gabriele Patrese (n. 17 aprilie 1954, Padova, Italia) este un fost pilot italian de curse auto. A concurat în Campionatul Mondial de Formula 1 între 1977 și 1993, devenind pilotul cu cele mai multe starturi în F1, record deținut până în 2008 când a fost depășit de Rubens Barrichello.
La vârsta de 38 de ani, a ieșit vicecampion mondial, în spatele lui Nigel Mansell, în Campionatul Mondial de Formula 1 din 1992 și s-a clasat pe locul trei în 1989 și 1991. A câștigat șase curse de Formula 1, cu un decalaj record de peste șase ani între două dintre acestea – între Marele Premiu al Africii de Sud din 1983 și Marele Premiu al statului San Marino din 1990.

## Cariera în Formula 1
| Sezon | Echipă                                                | Număr puncte | Loc clasament general |
| ----- | ----------------------------------------------------- | ------------ | --------------------- |
| 1977  | Shadow Racing Team                                    | 1            | 20                    |
| 1978  | Arrows Racing Team                                    | 11           | 12                    |
| 1979  | Warsteiner Arrows Racing Team                         | 2            | 20                    |
| 1980  | Warsteiner Arrows Racing Team                         | 7            | 9                     |
| 1981  | Ragno Arrows Beta Racing Team                         | 10           | 11                    |
| 1982  | Parmalat Racing Team                                  | 21           | 10                    |
| 1983  | Fila Sport                                            | 13           | 9                     |
| 1984  | Benetton Team Alfa Romeo                              | 8            | 13                    |
| 1985  | Benetton Team Alfa Romeo                              | 0            | -                     |
| 1986  | Motor Racing Developments                             | 2            | 17                    |
| 1987  | Motor Racing Developments / Canon Williams Honda Team | 6            | 13                    |
| 1988  | Canon Williams Team                                   | 8            | 11                    |
| 1989  | Canon Williams Team                                   | 40           | 3                     |
| 1990  | Canon Williams Team                                   | 23           | 7                     |
| 1991  | Canon Williams Team                                   | 53           | 3                     |
| 1992  | Canon Williams Team                                   | 56           | 2                     |
| 1993  | Camel Benetton Ford                                   | 20           | 5                     |

1. ↑  FIA Year Book of Automobile Sport 1979. Patrick Stephens Ltd. pp. white p. 39. ISBN 0-85059-320-4. Parametru necunoscut |no-pp= ignorat (ajutor)
2. ↑  Tyagi, Dev (20 aprilie 2020), Riccardo Patrese: F1 Legend Despite An Unfulfilled Career (în engleză), Kyrosports